# Кулаков, Анатолий Васильевич
Анато́лий Васи́льевич Кулако́в (род. 15 июля 1938) — советский и российский учёный, доктор физико-математических наук, профессор, член-корреспондент РАН (избран член-корреспондентом АН СССР в 1984 году), вице-президент РАО «МЭС», генеральный директор Союза промышленников и предпринимателей.

## Биография
Родился 15 июля 1938 года в Ленинграде.
Окончил Ленинградский политехнический институт в 1962 году, после чего работал в том же институте на должности младшего научного сотрудника. Впоследствии стал старшим инженером, ассистентом, заместителем декана, старшим преподавателем, доцентом. В 1979—1990 годах был учёным секретарём, заместителем и первым заместителем председателя Научно-технического совета Военно-промышленной комиссии Совета Министров СССР. В 1990—1996 годах был членом Правления и председателем Экспертно-консультативного совета по приоритетным направлениям научно-технического прогресса, генеральным директором Российского союза промышленников и предпринимателей. В 1997 году стал вице-президентом РАО «Международное экономическое содружество».
С 1994 года являлся членом Совета по промышленной политике и предпринимательству при Правительстве РФ, с 1997 года — членом Совета директоров Российского банка реконструкции и развития.
Скончался 26 ноября 2024 года.

## Направления научной деятельности
Написал четыре книги и большое количество научных работ. Сфера научных интересов — теория электромагнитных взаимодействий в системах заряженных частиц, плазме, твёрдом теле.

## Труды
- Кулаков А. В., Румянцев А. А. Введение в физику нелинейных процессов / Отв. ред. В. Е. Фортов. — М.: «Наука», 1988. — 158 с. — ISBN 5-02-000722-6.
- Кулаков А. В., Орленко Е. В., Румянцев А. А. Квантовые обменные силы в конденсированных средах / Отв. ред. А. С. Александров. — М.: «Наука», 1990. — 119 с. — ISBN 5-02-000794-3.